# Tilera
Tilera Corporation — бесфабричная компания, разрабатывающая многоядерные процессоры общего назначения, с большим числом ядер (десятки и сотни). Её продукция используется в сетевом оборудовании, аппаратных файерволлах, аппаратных ускорителях устанавливаемых в суперкомпьютерах, и в «облачных серверах» Quanta S2Q.
Признана одной из 50 наиболее инновационных компаний журналом MIT Technology Review.
С момента анонса своих 64-ядерных процессоров в 2007 году компания Tilera получила около 75 наград за дизайн и отгрузила заказчикам несколько тысяч чипов. Сегодня основными заказчиками чипов Tilera являются компании 3Com, Top Layer Security (англ.) и JumpGen Systems.
Компания позиционирует свою продукцию для использования в сетевом оборудовании, беспроводной инфраструктуре, базовых станциях сотовой связи, аппаратных файрволах, для обработки мультимедийной информации, для рендеринга 3D графики, и для использования в «облачных вычислениях».
Также процессоры компании Tilera могут быть использованы для создания систем компьютерного зрения, искусственного интеллекта, и применены в робототехнике, и в интеллектуальных системах управления современной военной техникой.

## Основной инвестор компании
8 марта 2010 года Tilera Corporation объявила, что корпорация Broadcom стала основным стратегическим инвестором Tilera, и что членом совета директоров Tilera стал Нариман Юсефи, который также занимает должность старшего вице-президента по инфраструктуре технологий в корпорации Broadcom.

## История
В 1990 году доктор Анант Агарваль (англ.) возглавлял команду исследователей из МТИ, разрабатывавшую многопроцессорные масштабируемые кластеры — проект носил название Alewife (англ.).
В следующем проекте под названием «RAW», начатом в 1997 году, финансировавшемуся DARPA и NSF, впервые в мире был разработан 16-ядерный процессор.
Компания Tilera была основана в 2004 году профессором МТИ доктором Анантом Агарвалем.
20 августа 2007 года Tilera анонсировала процессор TILE64 (англ.) с 64 процессорными ядрами и встроенной высокопроизводительной сетью, посредством которой обмен данными между различными ядрами может происходить со скоростью до 32 Тбит/с.
26 октября 2009 года Tilera анонсировала серию 100-ядерных процессоров общего назначения TILE-Gx (англ.). Каждое процессорное ядро представляет собой отдельный процессор с кэш-памятью 1 и 2 уровней. Ядра, память и системная шина связаны посредством технологии Mesh Network. Процессоры производятся по 40 нм нормам техпроцесса и работают на тактовой частоте 1,5 ГГц. Выпуск 100-ядерных процессоров назначен на начало 2011 года.
В 2009 году Tilera запустила в серийное производство 64-ядерный процессор Tilera TILEPro64.
22 июня 2010 года Tilera и Quanta Computer представили новый «облачный сервер» Quanta S2Q, в котором уместились восемь 64-ядерных процессора Tilera TILEPro64 — суммарно 512 ядер в стандартном сервере формата 2U.
В феврале 2013 года компания Tilera представила новый 72-ядерный 64-битный процессор Tile-Gx72 созданный по 28-нм технологическим нормам и работающий на частоте от 1 до 1,2 ГГц
В июле 2014 года компания EZchip Semiconductor (англ.) приобрела Tilera за 130 млн долларов США наличными.
В 2016 году компанию EZchip приобрела компания Mellanox.
В июне 2018 года поддержка процессоров Tilera была удалена из ядра Linux.

## Процессоры
- TILE64 (англ.)
- TILEPro64 (англ.)
- TILEPro36
- TILE-Gx (англ.)
- TILE-Gx72

## Архитектура
Процессорное ядро TILE64 является конвейерным процессором с коротким конвейером, упорядоченным исполнением (in-order), имеет возможность исполнения до 3 инструкций за такт, так как имеет 2 АЛУ и 1 модуль load/store. Система команд MIPS-подобная, расширенная для поддержки VLIW.
Многоядерный процессор состоит из набора процессорных ядер, к каждому из которых подключен кэш и неблокирующий роутер. Между роутерами развернута плоская двухмерная сеть.
Многоядерные процессоры Tilera изначально проектировались как MIMD-процессоры (MIMD — вычислительная система со множественным потоком команд и множественным потоком данных). Поэтому в наборе команд процессора используются команды для параллельных вычислений.